# Koh Kong Football Club
Koh Kong Football Club é a equipe representativa da província de Koh Kong para a disputa de competições a nível nacional do Camboja. Atualmente, é dedicada para a organização de uma seleção para a fase provincial da Copa Hun Sen todos os anos.

## História
Só há um registro da participação do clube na primeira divisão nacional, que foi em 2005, mas não se sabe em que posição terminou.
Em 2020, participou da Copa Hun Sen, mas foi eliminada nos playoffs da fase provincial pelo Prey Veng FC após conseguir o 2º lugar no Grupo E, atrás da seleção de Kep.[carece de fontes?] Em 2021, participou novamente, vencendo a fase provincial da Copa, e com isso conseguindo a qualificação para a fase nacional.